# Вівіанн Мідема
Анна Марґарета Маріна Астрід «Вівіанн» Мідема (нід. Anna Margaretha Marina Astrid "Vivianne" Miedema, нар. 15 липня 1996, Хогевен) — нідерландська футболістка, нападниця англійського клубу «Манчестер Сіті» і збірної Нідерландів.

## Особисте життя
Мідема перебуває у стосунках з англійською футболістою та своєю одноклубницею Бет Мід. Мідема раніше шість років перебувала у стосунках із шотландською футболісткою та екс-одноклубницею по «Арсеналу» Лізою Еванс.
Мідема навчається на отримання тренерської ліцензії УЄФА-В. У 2021 році вона здобула ступінь магістра з футбольного бізнесу в Інституті Йогана Крайфа.
У 2019 році Мідема стала послом War Child, благодійної організації, яка підтримує дітей у зонах бойових дій. У листопаді 2021 року Мідема приєдналася до благодійного руху Common Goal, віддаючи 1 % своєї зарплати громадським організаціям, які працюють з молоддю. Мідема сказала: «Мені пощастило, що я живу своєю мрією, і я відчуваю відповідальність допомагати іншим реалізовувати їхню мрію. Я рада приєднатися до Common Goal і мати можливість реально масштабувати вплив, який я можу мати поза полем». У березні 2022 року разом із гравцем «Ювентуса» Дібалою вона очолила екстрене реагування Common Goal на допомогу постраждалим від російського вторгнення в Україну.